# Naubates harrisoni
Naubates harrisoni är en insektsart som beskrevs av Bedford 1930. Naubates harrisoni ingår i släktet Naubates och familjen fjäderlöss. Inga underarter finns listade i Catalogue of Life.